# Rathaus Nieheim

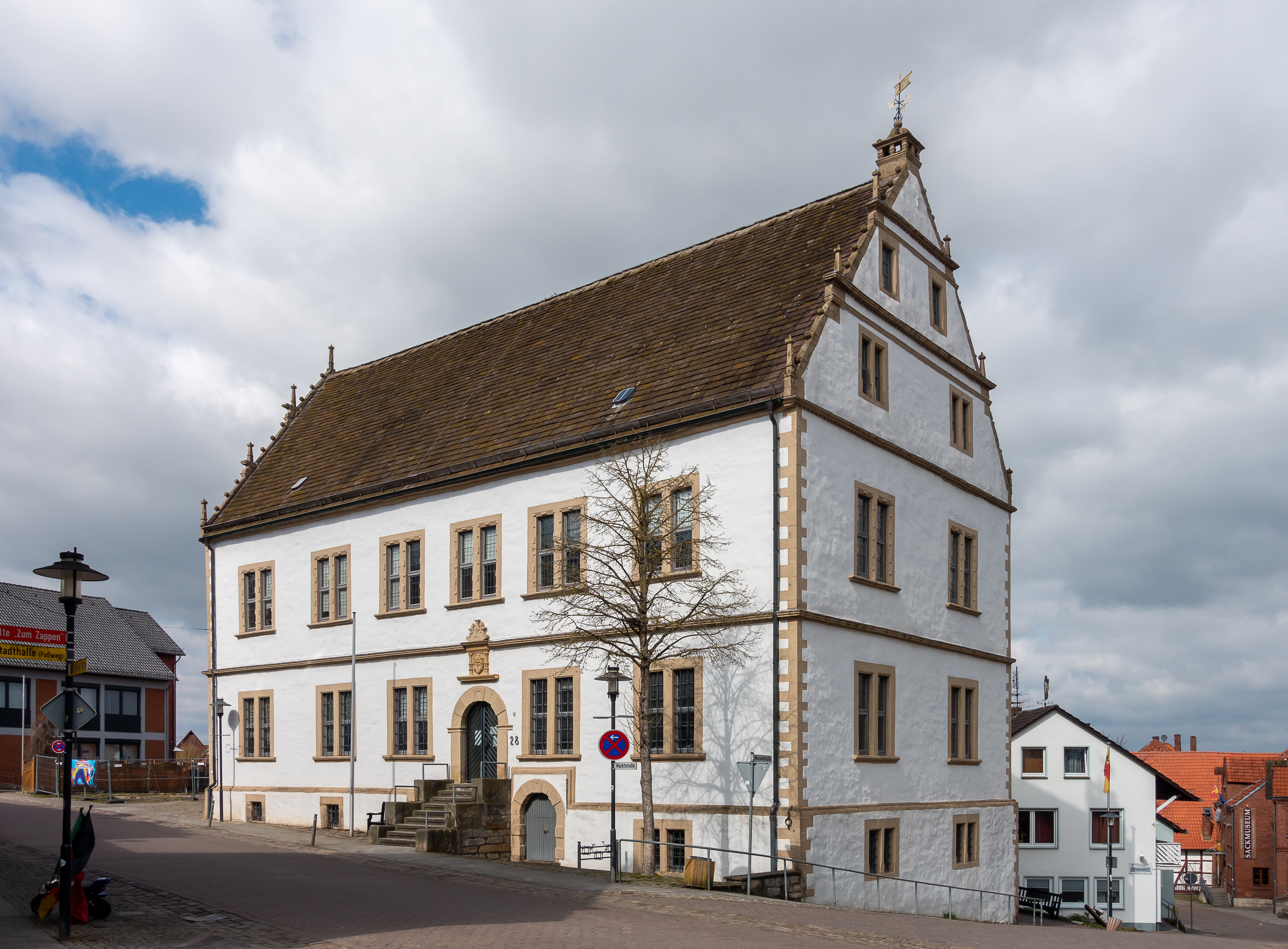
Rathaus in Nieheim

Das historische Rathaus ist ein denkmalgeschütztes Profangebäude in der Marktstraße 28 in Nieheim im Kreis Höxter (Nordrhein-Westfalen).

## Geschichte und Architektur
Der traufständige Bau auf hohem Sockel wurde einer Bezeichnung nach 1610 aus verputztem Bruchstein errichtet. Wohl im 18. Jahrhundert wurde er durch einen nördlichen Quertrakt erweitert. Der Treppenhausanbau erfolgte 1978. Der Hauptflügel ist durch Gesimse, Eckquaderung und in den Schauseiten durch regelmäßig angeordnete Steinpfostenfenster gegliedert. Die Schräge des Giebels ist mit Steinkugeln besetzt; auf den Vorkragungen stehen Obelisken. Die Fenstergewände sind mit Diamantquadern und Kugeln oder mit Beschlagwerkrelief geschmückt. In den rundbogigen Portalen finden sich auch Kerbschnittquader. Das Stadtwappen ist mit 1610 bezeichnet. An der Südostseite ist das Halseisen des Prangers befestigt. In der Halle im Keller ruhen flache Kreuzgratgewölbe auf gedrungenen Rundpfeilern. Der Kamin ist mit Beschlagwerk verziert.

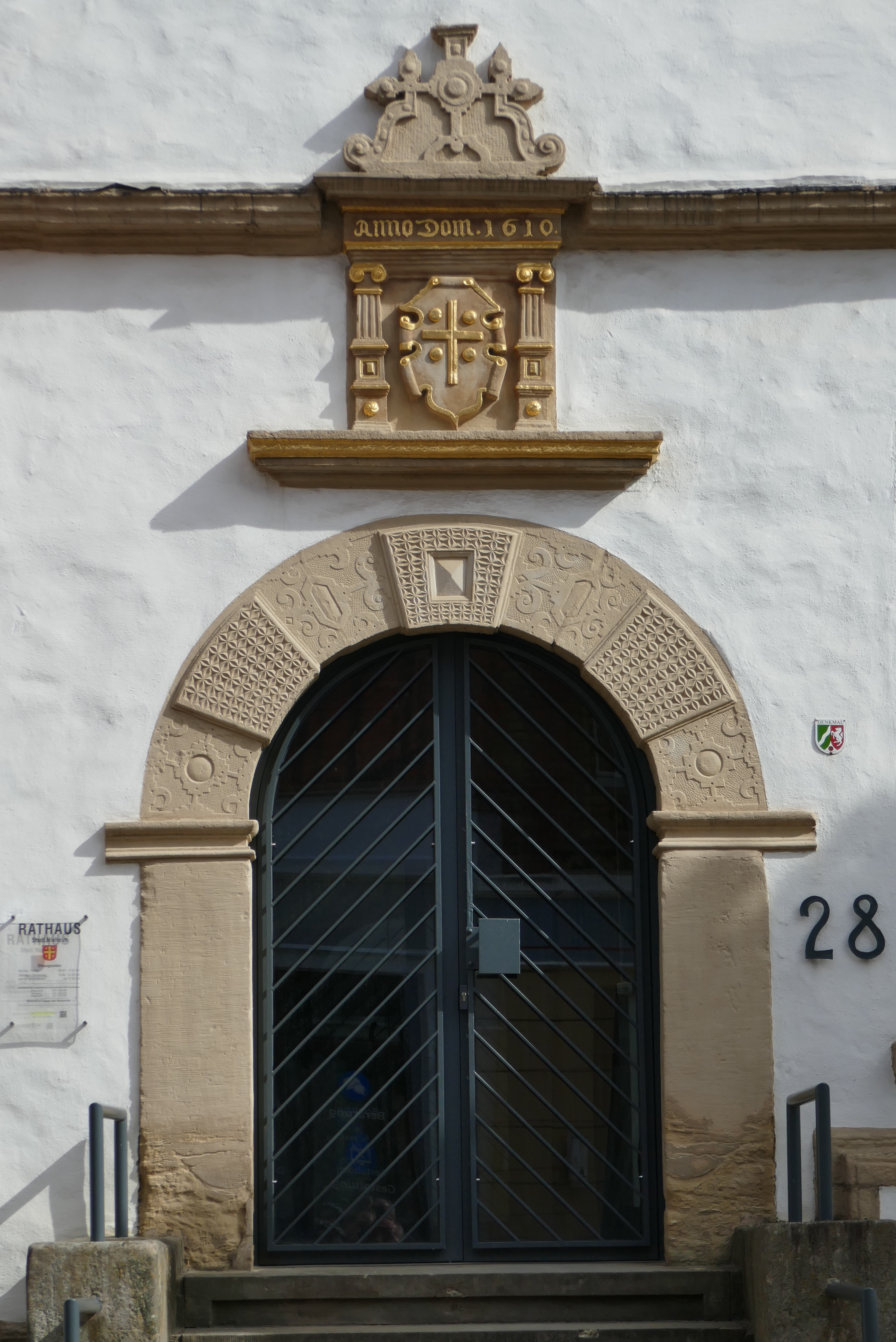
Portal mit Wappen und Datierung
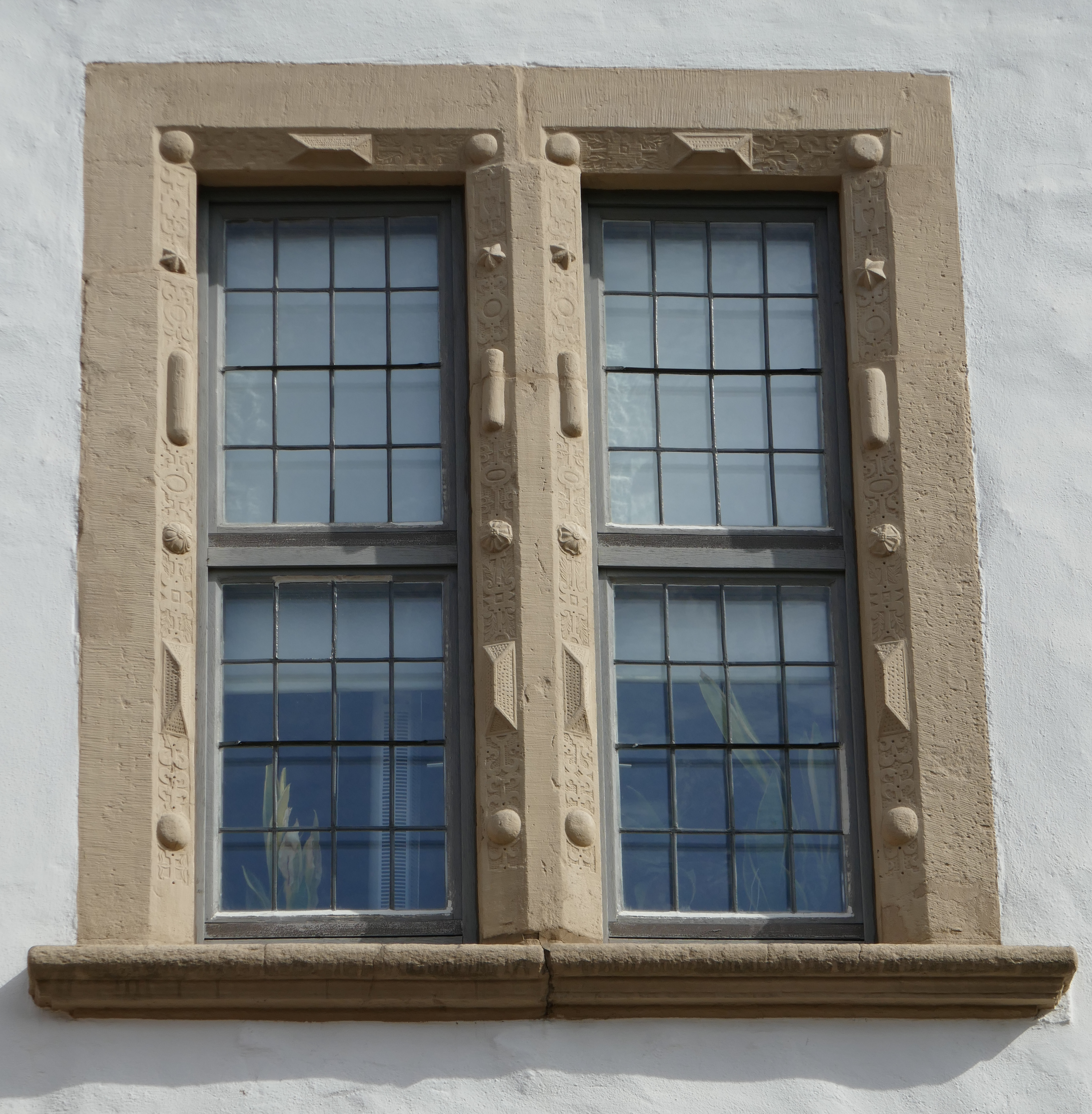
Fenstergewände mit Diamantquadern und Kugeln
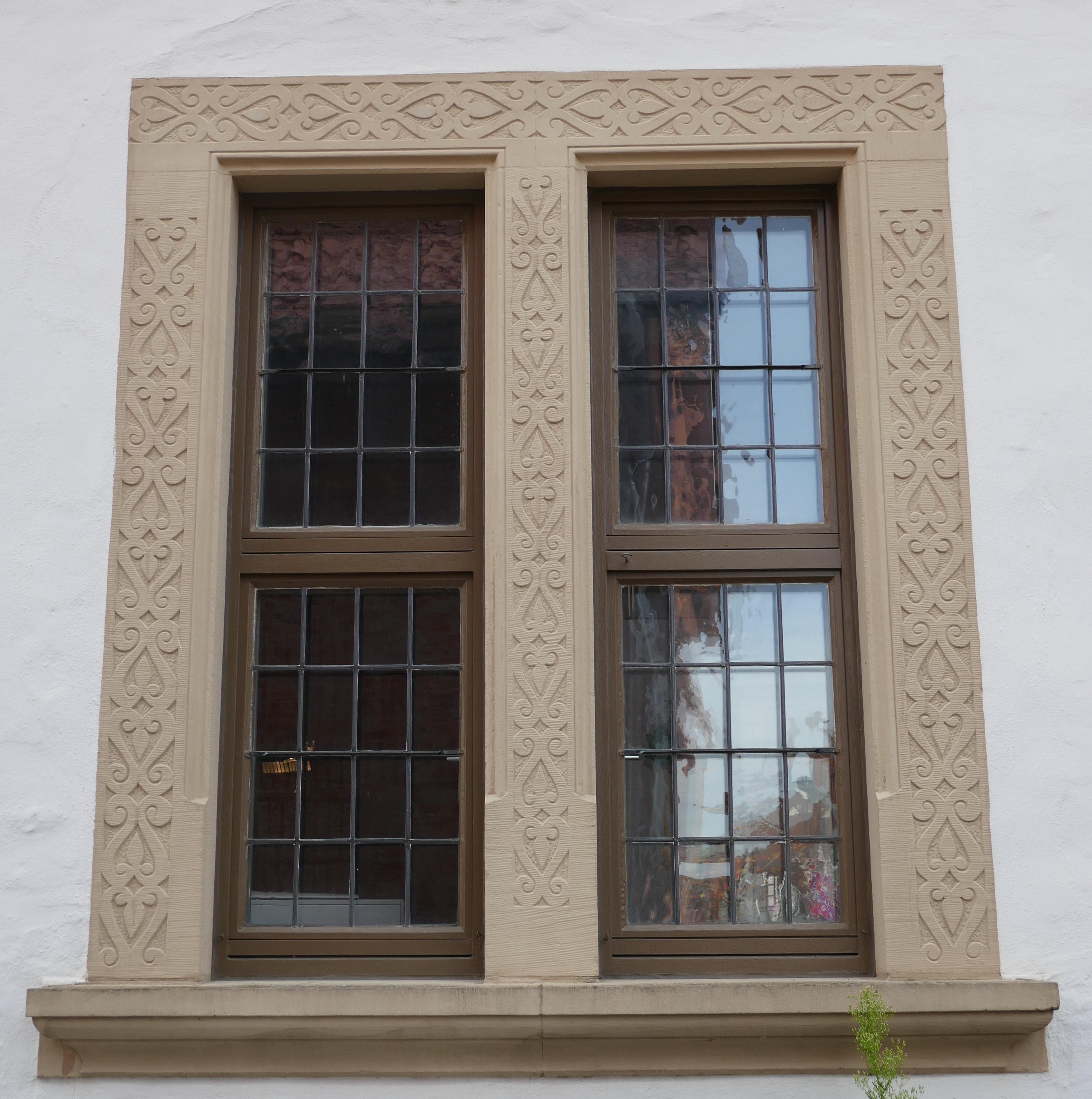
Fenstergewände mit Beschlagwerkrelief
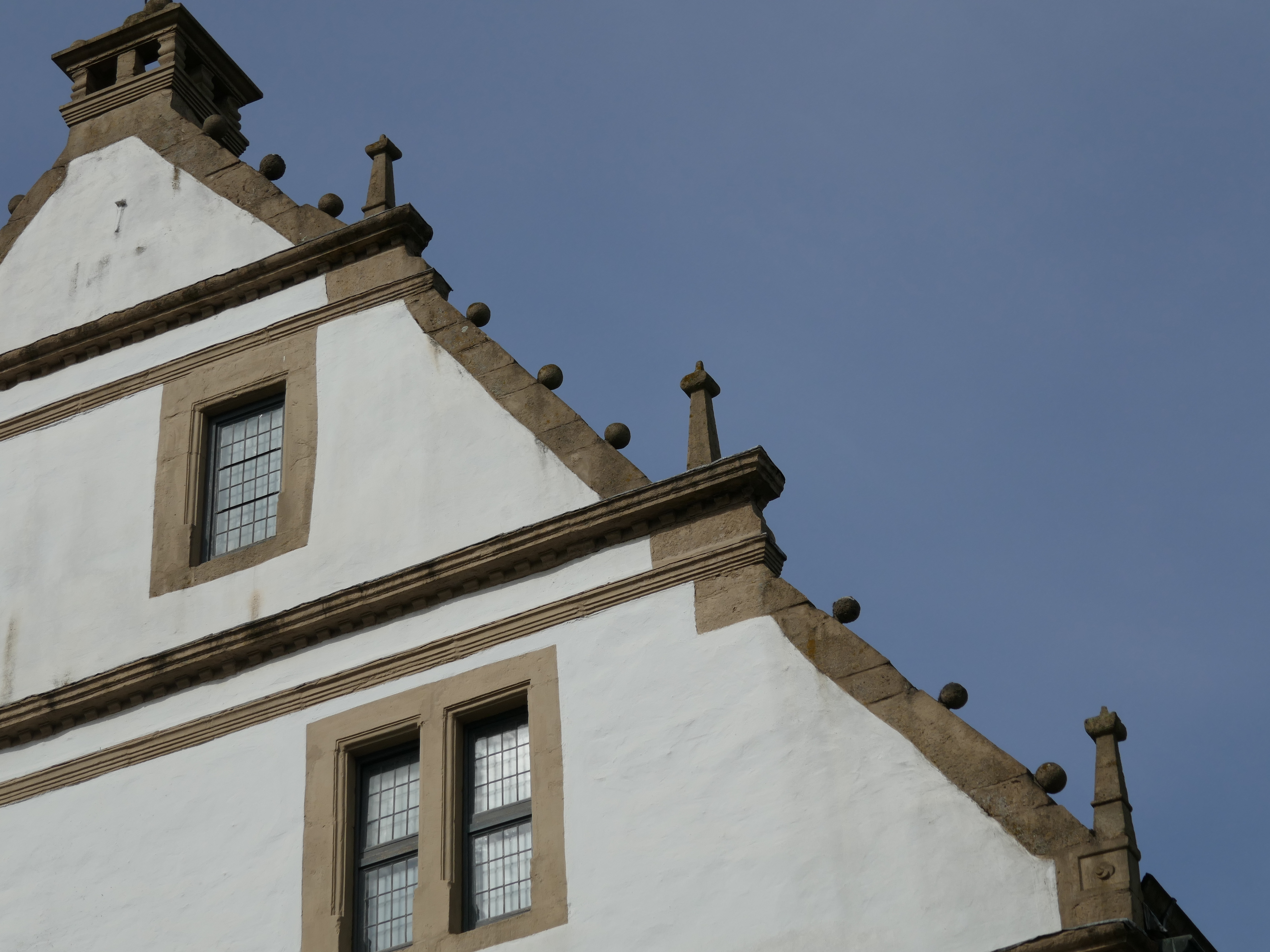
Giebelschräge mit Kugeln